# Tales Cerdeira
Tales Rocha Cerdeira (21 de enero de 1987, Río de Janeiro) es un nadador brasileño de estilo pecho. Participó en los Juegos Olímpicos de Londres 2012 en los 200 metros pecho.

## Trayectoria

### Juegos Olímpicos de 2012
Cerdeira participó en la prueba de los 200 m pecho celebrada el 29 de julio, siendo cuarto en la cuarta tanda clasificatoria con un tiempo de 2:11.05 que lo ubicó en la posición 14 de la general. Ese mismo día se disputó la semifinal, donde nadó en la primera semifinal, siendo cuarto con 2:09.77. tiempo insuficiente para llegar a la final.